# Теорія Черна — Вейля
Характеристичні класи — узагальнення таких кількісних понять елементарної геометрії, як ступінь плоскої алгебричної кривої або сума індексів особливих точок векторного поля на поверхні. Більш докладно вони описані у відповідній статті. Теорія Черна — Вейля дозволяє представляти деякі характеристичні класи як вирази від кривини.

## Вкладення за допомогою лінійної системи

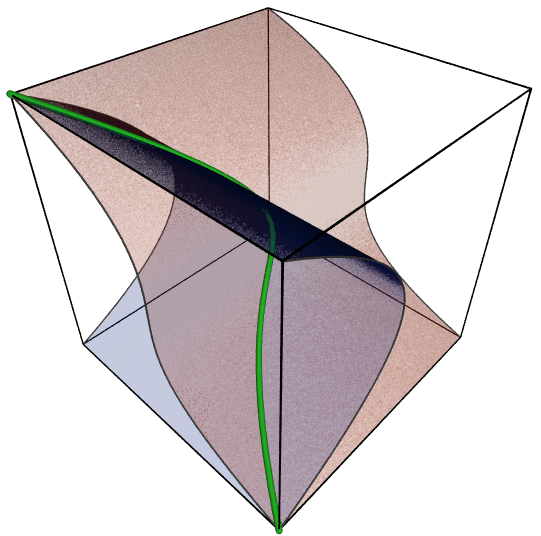
Скручена кубика — образ вкладення раціональної кривої за допомогою лінійного розшарування

Набори точок на алгебричній кривій з деякими кратностями називаються дивізорами. Якщо, наприклад, дана крива, що лежить на комплексній проєктивній площині (або, більш загально, у комплексному проєктивному просторі {\displaystyle \mathbb {C} \mathrm {P} ^{n}}), то множина точок, по якій її перетинає якась пряма, з кратностями, рівними кратності перетину (або, якщо крива лежить в просторі, якась гіперплощина) — це дивізор. В алгебричній геометрії зазвичай розглядаються не окремі дивізори, а їх класи. Так, плоскій кривій можна зіставити клас дивізорів, що складається з дивізорів, які висікаються на кривій всілякими прямими (всілякими гіперплоскостямі). Він називається лінійною системою дивізорів, що відповідає даному вкладенню (зазвичай говорять просто «лінійна система»).